# Angie Palacios (Gewichtheberin)
Angie Paola Palacios Dájomes (* 12. September 2000 in Shell) ist eine ecuadorianische Gewichtheberin und zweifache Junioren-Weltmeisterin. Sie trat bis 2018 in der Gewichtsklasse bis 69 kg und ab 2018 in der Gewichtsklasse bis 64 kg an, nachdem 2018 die Gewichtsklassen von der International Weightlifting Federation neu aufgestellt wurden. Sie ist die jüngere Schwester der dreimaligen Junioren-Weltmeisterin Neisi Dajomes. Beide traten in unterschiedlichen Gewichtsklassen bei den Olympischen Sommerspielen 2024 in Paris an.

## Werdegang
Angie Palacios trat in der Gewichtsklasse bis 64 kg bei der Junioren-Weltmeisterschaft 2019 in Fidschi an und gewann Silber im Reißen, Stoßen sowie in der Gesamtwertung. Später trat sie bei den Panamerikanischen Spielen 2019 in der Gewichtsklasse bis 64 kg an und gewann die Bronzemedaille.
Sie repräsentierte Ecuador bei den Olympischen Sommerspielen 2020.
Sie gewann bei der Panamerikanischen Meisterschaft 2022 in Bogotá, Kolumbien bei den Frauen bis 71 kg die Goldmedaille. Dort gewann sie ebenfalls Medaillen beim Reißen und Stoßen.
Sie gewann Gold bei den Südamerikaspielen 2022 in Asunción, Paraguay. Bei der Panamerikanischen Meisterschaft 2023 in Bariloche, Argentina gewann sie die Goldmedaille bei den Frauen bis 71 kg. Im selben Jahr gewann sie die Silbermedaille bei der Weltmeisterschaft in Riad, Saudi-Arabien.
Sie gewann Gold bei den Südamerikaspielen 2023 in Santiago, Chile. 2024 gewann sie Gold bei der Panamerikanischen Meisterschaft in Caracas, Venezuela.
Palacios repräsentierte Ecuador im Gewichtheben der Frauen bis 71 kg bei den Olympischen Sommerspielen 2024 und gewann die Bronzemedaille.

## Erfolge
| Jahr                             | Austragungsort                         | Gewichtsklasse    | Reißen (kg)       | Reißen (kg)       | Reißen (kg)       | Reißen (kg)       | Stoßen (kg)       | Stoßen (kg)       | Stoßen (kg)       | Stoßen (kg)       | Gesamt (kg)       | Rang              |
| Jahr                             | Austragungsort                         | Gewichtsklasse    | 1                 | 2                 | 3                 | Rang              | 1                 | 2                 | 3                 | Rang              | Gesamt (kg)       | Rang              |
| Olympische Spiele                | Olympische Spiele                      | Olympische Spiele | Olympische Spiele | Olympische Spiele | Olympische Spiele | Olympische Spiele | Olympische Spiele | Olympische Spiele | Olympische Spiele | Olympische Spiele | Olympische Spiele | Olympische Spiele |
| -------------------------------- | -------------------------------------- | ----------------- | ----------------- | ----------------- | ----------------- | ----------------- | ----------------- | ----------------- | ----------------- | ----------------- | ----------------- | ----------------- |
| 2020                             | Tokyo, Japan                           | 64 kg             | 100               | 104               | 108               | 2                 | 122               | 127               | 127               | 7                 | 226               | 6                 |
| 2024                             | Paris, Frankreich                      | 71 kg             | 110               | 114               | 116               | 2                 | 135               | 138               | 140               | 3                 | 256               | 3                 |
| Weltmeisterschaften              |                                        |                   |                   |                   |                   |                   |                   |                   |                   |                   |                   |                   |
| 2017                             | Anaheim, USA                           | 69 kg             | 90                | 94                | 95                | 9                 | 112               | 116               | 120               | 11                | 215               | 9                 |
| 2018                             | Ashgabat, Turkmenistan                 | 64 kg             | 91                | 95                | 100               | 9                 | 115               | 120               | 122               | 11                | 222               | 10                |
| 2019                             | Pattaya, Thailand                      | 64 kg             | 101               | 101               | 101               | —                 | 115               | —                 | —                 | 23                | —                 | —                 |
| 2022                             | Bogotá, Kolumbien                      | 71 kg             | 110               | 115               | 116               | 2                 | 132               | 136               | 140               | 5                 | 252               | 3                 |
| Panamerikanische Spiele          |                                        |                   |                   |                   |                   |                   |                   |                   |                   |                   |                   |                   |
| 2019                             | Lima, Peru                             | 64 kg             | 98                | 103               | 105               | 2                 | 118               | 118               | 123               | 5                 | 228               | 3                 |
| 2023                             | Santiago, Chile                        | 71 kg             | 110               | 115               | 118               | 1                 | 130               | 135               | —                 | 2                 | 253               | 1                 |
| Panamerikanische Meisterschaften |                                        |                   |                   |                   |                   |                   |                   |                   |                   |                   |                   |                   |
| 2017                             | Miami, USA                             | 69 kg             | 95                | 99                | 101               | 3                 | 115               | 120               | 123               | 4                 | 222               | 4                 |
| 2020                             | Santo Domingo, Dominikanische Republik | 64 kg             | 100               | 105               | 108               | 2                 | 115               | 120               | 125               | 6                 | 225               | 3                 |
| 2022                             | Bogotá, Kolumbien                      | 71 kg             | 107               | 111               | 113               | 1                 | 130               | 134               | 137               | 2                 | 247               | 1                 |
| Junioren-Weltmeisterschaften     |                                        |                   |                   |                   |                   |                   |                   |                   |                   |                   |                   |                   |
| 2019                             | Suva, Fidschi                          | 64 kg             | 93                | 96                | 101               | 2                 | 116               | 119               | 119               | 2                 | 220               | 2                 |